# Mohammad Ali Fardin

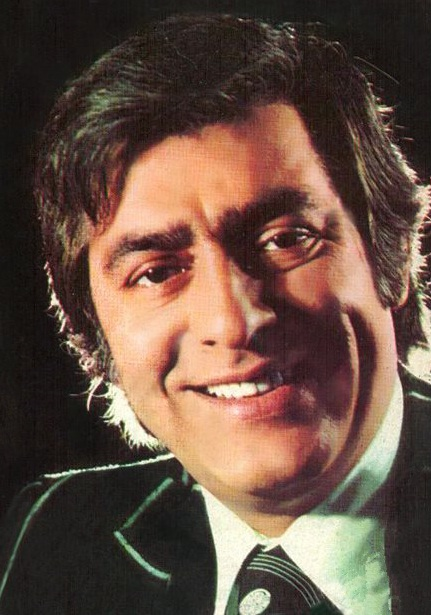
Mohammad Ali Fardin

Mohammad Ali Fardin (persiska: محمدعلی فردین) född 4 februari 1931 i Teheran, Persien, död 6 april 2000 i Teheran, Iran, var en framstående iransk brottare och skådespelare. 

## Brottning
Fardin föddes och växte upp i ett fattigt område i södra Teheran. Han var den äldste av tre barn. Efter examen från gymnasiet tog han värvning i det kejserliga iranska flygvapnet. Mohammad Ali Fardin började sin karriär som brottare i Irans landslag på 50-talet. Han vann en silvermedalj vid världsmästerskapen i brottning i Tokyo 1954 och placerade sig på fjärde plats 1957. Vid mästerskapet i Tokyo 1954 blev svensken Viking Palm bronsmedaljör. 

## Filmkarriär
Fardin var Irans mest populära manliga skådespelare under 1960- och 1970-talen. Han fick titeln "Hjärtanas konung" (Soltān-e qalb-hā) efter sin huvudroll i en film med samma titel. För vanliga iranier kom han att personifiera den persiske hjälten och spelade ofta rollen av en fattig, modig kille som besegrar sina elaka och korrupta motståndare och får sin kärlek till slut. Till hans främsta filmer hör Teherans tiggare (Gedâyan-e Tehrân), Qaruns skatt (Ganj-e Qārun) och Att sväva över himlarna (Parvāz bar asemānhā). Efter iranska revolutionen 1979 avslutades hans karriär abrupt. Han medverkade bara i en film och hans tidigare filmer förbjöds av myndigheterna. På 1980-talet öppnade han ett bageri i Teheran.

## Död
Mohammad Ali Fardin avled i hjärtinfarkt den 6 april 2000 i Teheran. Mer än 20 000 personer närvarade vid hans begravning. De högljudda sångerna från filmen Soltān-e qalb-hā som hördes vid hans begravning var ett bevis på hans bestående popularitet hos allmänheten. Begravningen tjänade också som ett protestmöte mot de iranska myndigheterna restriktiva kulturpolitik som hade bannlyst honom från filmvärlden i mer än två decennier.
Efter Fardins död avslöjades att han gett stora summor pengar till välgörenhet under sin karriär som skådespelare. Han betalade bland annat för alla utgifter i samband med den iranske brottaren Gholamreza Takhtis begravning. 